# Korkeasaari (ö i Finland, Norra Savolax, Varkaus, lat 62,42, long 27,88)
Korkeasaari är en ö i Finland. Den ligger i sjön Unnukka och i kommunen Leppävirta i den ekonomiska regionen  Varkaus ekonomiska region  och landskapet Norra Savolax, i den sydöstra delen av landet, 290 km nordost om huvudstaden Helsingfors. Öns area är 2,1 hektar och dess största längd är 260 meter i sydöst-nordvästlig riktning.